# 汪景星
汪景星（?—?），陝西省興安府漢陰廳人，清朝政治人物、進士出身。
光緒九年（1883年），参加癸未科殿試，登進士二甲101名。同年五月，著以主事分部学习。